# Lycomorphodes granvillei
Lycomorphodes granvillei là một loài bướm đêm thuộc phân họ Arctiinae, họ Erebidae.